# クリスピヌスとクリスピニアヌス
クリスピヌスとクリスピニアヌス（Crispinus & Crispinianus、フランス語：Crépin et Crépinien, クレパンとクレピニヤン、イタリア語：Crispino e Crispiniano, クリスピーノとクリスピニアーノ、スペイン語：Crispín y Crispiniano, クリスピンとクリスピニャーノ、英語：Crispin and Crispinian, クリスピンとクリスピニアン。他にも、クリスピアヌス、クリスパンとも）は、カトリック教会・聖公会・正教会で聖人とされる人物。靴屋や製皮・皮革職人の守護聖人。

## 生涯

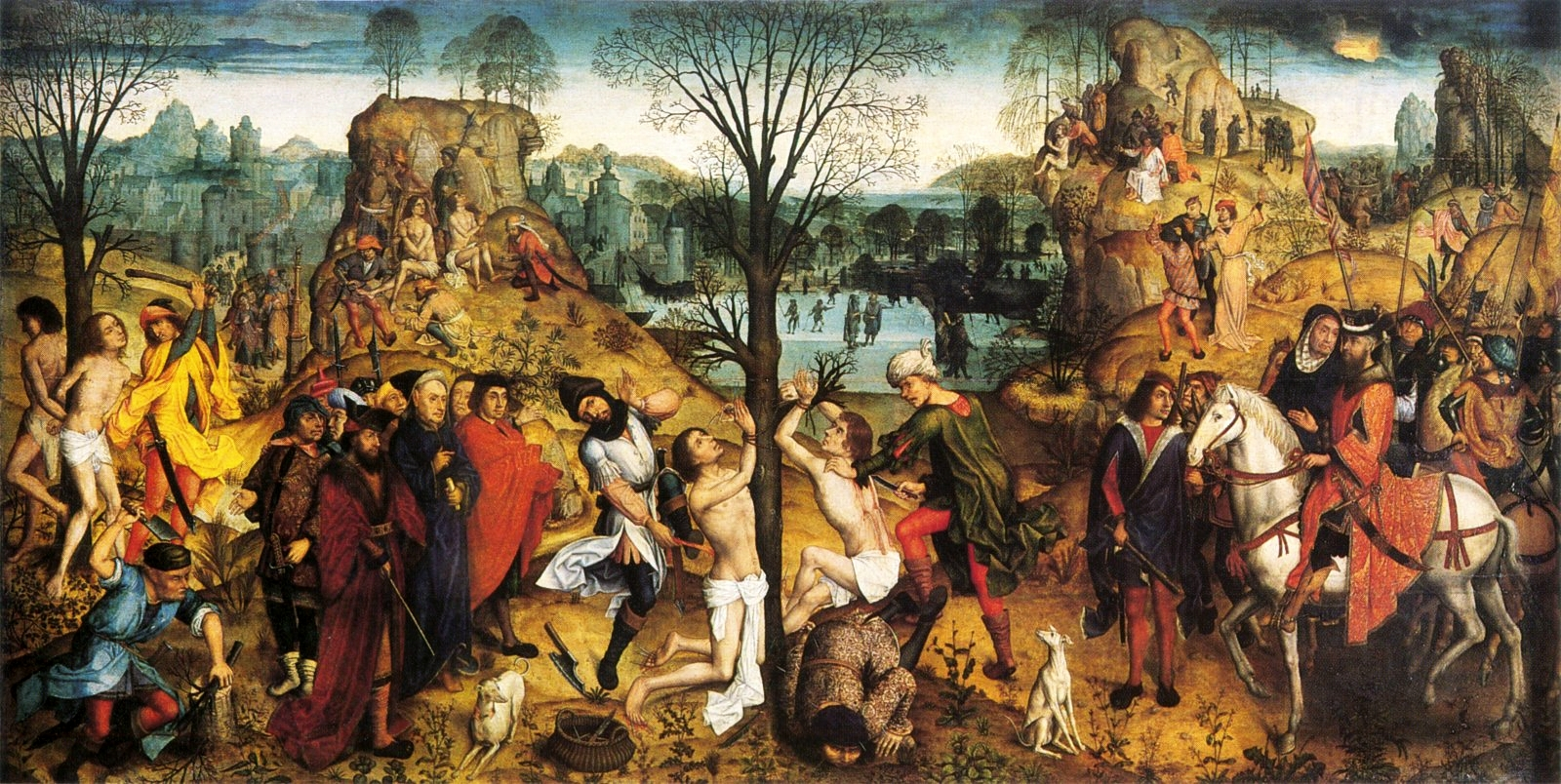
聖クリスピヌスとクリスピニアヌスの殉教
（Aert van den Bossche画、1494年）

聖クリスピヌスとクリスピニアヌスは双子の兄弟で、3世紀にローマの貴族の家に生まれた。信仰の迫害から逃れて、ソワソンに辿り着き、そこでガリア人にキリスト教を説き、夜は靴を作った。布教は順調だったが、ガリア・ベルギカ総督リクティウス・ウァルス（Rictius Varus）の耳にも届き、ウァルスは二人を拷問の末、斬首刑に処した。286年頃のことである。
6世紀になって、ソワソンに兄弟を祀る教会が建てられた。
聖クリスピヌスとクリスピニアヌスはケントのフェイヴァシャム（Faversham）とも関係がある。2007年のはじめにSt Mary of Charity教会の南側廊に聖クリスピヌスとクリスピニアヌスの祭壇が作られた。
聖クリスピヌスとクリスピニアヌスの墓と言われる墓が、ローマのサン・ロレンツォ・イン・パニスペルナ教会（San Lorenzo in Panisperna）にある。

## 聖人としての地位
聖クリスピヌスとクリスピニアヌスの聖名祝日は10月25日である（サンクリスピンデー）。カトリック教会は第2バチカン公会議において、二人が実在したという証拠が不十分であるという理由で、カトリック教会の聖人暦からその祝日を取り除いた。確かに、靴屋であること、双子であること、祝日のタイミングは、二人がその地方のケルト神話の神（Lugus-Mercurius）の象徴で、習合の結果として聖人になった可能性もある。しかし、イングランド国教会の聖人暦（Calendar of saints (Church of England)）にはまだ残っている。

## 聖クリスピンの祝日の演説
聖クリスピヌスの名を最も有名にしたものは、ウィリアム・シェイクスピア作の『ヘンリー五世』の中で、アジャンクールの戦い（1415年10月25日）の直前のヘンリー5世の演説だろう。この演説の中で、クリスピニアン（Crispinian）の名前が「クリスピアン（Crispian）」と綴られている。おそらく、シェイクスピアの時代のロンドンでの発音だけでなく、弱強五歩格に合わせる意味もあったのだと思われる。
全文は以下の通りである。
この演説はさまざまな小説、映画で引用されている。

## 大衆文化の中の聖クリスピヌスとクリスピニアヌス
- イングランドのノーザンプトン（Northampton）の町の中心で毎年開かれる遊園地は聖クリスピン通り祭（St Crispin Street Fair）という名前である。

## 名前
- クリスピン・グローヴァー - アメリカ合衆国の俳優、映画監督。
- クリスピン・ボナム＝カーター（Crispin Bonham-Carter） - イギリスの俳優。
- エドマンド・クリスピン（Edmund Crispin） -イギリスの小説家（ペンネーム）。